# Creative Assembly
The Creative Assembly är en brittisk datorspelsutvecklare med säte i Horsham, West Sussex, England. Företaget har utvecklat bland annat den berömda Total War-serien.
Creative Assembly grundades 1987 av Tim Ansell. Under dess tidiga verksamhet arbetade företaget på porteringar till DOS från Amiga och ZX Spectrumplattformar. Man producerade sedan PC-versionen av det första FIFA-spelet tillsammans med Electronic Arts. Samarbetet var lyckat, och under de följande åren producerade Creative Assembly en mängd sportspel tillsammans med Electronic Arts. 1999  påbörjades utvecklingen av deras första strategispel, Shogun: Total War och den efterföljande Total War-serien som blev en stor framgång för företaget. 2005 förvärvades företaget av Sega. Under Sega följde fler Total War-spel, samt action-äventyrspel såsom Spartan: Total Warrior, Viking: Battle for Asgard och Alien: Isolation. 

## Utvecklade spel
| Speltitel                                 | År               | Plattform                        |
| ----------------------------------------- | ---------------- | -------------------------------- |
| Stunt Car Racer                           | 1989             | DOS                              |
| Shadow of the Beast                       | 1991             | FM Towns                         |
| FIFA International Soccer                 | 1993             | DOS                              |
| Microcosm                                 | 1994             | DOS                              |
| Rugby World Cup 95                        | 1994             | DOS                              |
| ARL 96                                    | 1996             | DOS, Windows                     |
| International Rugby League                | 1996             | DOS, Windows                     |
| AFL 98                                    | 1998             | Windows                          |
| ICC Cricket World Cup England 99          | 1999             | Windows                          |
| Cricket 2000                              | 2000             | Windows                          |
| Shogun: Total War                         | 2000             | Windows                          |
| Rugby                                     | 2001             | Playstation 2                    |
| Shogun: Total War – The Mongol Invasion   | 2001             | Windows                          |
| Medieval: Total War                       | 2002             | Windows                          |
| Medieval: Total War – Viking Invasion     | 2003             | Windows                          |
| Rome: Total War                           | 2004             | Windows                          |
| Rome: Total War: Barbarian Invasion       | 2005             | Windows                          |
| Spartan: Total Warrior                    | 2005             | Gamecube, Playstation 2, Xbox    |
| Rome: Total War: Alexander                | 2006             | Windows                          |
| Medieval II: Total War                    | 2006             | Windows                          |
| Medieval II: Total War: Kingdoms          | 2007             | Windows                          |
| Viking: Battle for Asgard                 | 2008             | Playstation 3, Windows, Xbox 360 |
| Empire: Total War                         | 2009             | Windows                          |
| Stormrise                                 | 2009             | Playstation 3, Windows, Xbox 360 |
| Napoleon: Total War                       | 2010             | Windows                          |
| Sonic Classic Collection                  | 2010             | Nintendo DS                      |
| Total War: Shogun 2                       | 2011             | Windows                          |
| Total War: Shogun 2 – Fall of the Samurai | 2012             | Windows                          |
| Total War: Rome II                        | 2013             | Windows                          |
| Alien: Isolation                          | 2014             | Windows, Next Gen, Xbox 360, PS3 |
| Total War: Attila                         | 2015             | Windows, Mac                     |
| Total War: Warhammer                      | 2016             | Windows, Mac                     |
| Total War: Arena                          | Under utveckling | Windows                          |